# Brazos
Il Brazos (spagnolo: Rio de los Brazos de Dios) è un fiume degli Stati Uniti dello Stato del Texas e del Nuovo Messico.
Le sue fonti sono nella Contea di Curry, nello Stato del Nuovo Messico. Scorre per una lunghezza di 2.060 km prima di gettarsi nel Golfo del Messico con i suoi 116.000 km² di bacino idrografico.

## Geografia
Il Brazos propriamente detto nasce dalla confluenza del Salt Fork e del Double Mountain Fork, e scorre per oltre 1.350 km nelle regioni centrali dello Stato del Texas. I suoi principali affluenti sono il Clear Fork of the Brazos che oltrepassa la città di Abilene e si unisce al fiume presso la città di Graham, Bosque, Little, Yegua Creek e Navasota.
Dopo essersi diretto in direzione sud verso Dallas e Fort Worth, il Brazos oltrepassa Waco e Sugar Land prima di gettarsi nel Golfo del Messico a sud di Freeport.

## Portata
Il Brazos, pur avendo circa 300 m³/s come media, è un fiume a carattere estremamente torrentizio. Tra il 2000 e il 2018 la portata media mensile a Roxaron (vicino alla foce) ha oscillato tra un minimo di ca. 6 m³/s (giugno 2011) e un massimo di 1700 m³/s (luglio 2007).
Le frequenti alluvioni spinsero a costruire una diga di regolazione una cinquantina di km a nord di Waco, inaugurata nel 1951. Il lago Whitney, 96 km², è usato anche per produzione di energia idroelettrica, per approvvigionamento idrico e per scopi ricreativi.
Esistono anche due ulteriori sbarramenti a monte del lago Whitney (lago Possum Kingdom, ossia Regno degli Opossum, e lago Granbury).
In questo fiume è stato recentemente riscontrato la presenza di un organismo monocellulare, chiamato Naegleria fowleri che è la causa di diverse morti negli Stati Uniti.